# Christopher Bryan
Christopher Bryan (* 17. November 1960) ist ein ehemaliger britischer Fußballspieler von den Turks- und Caicosinseln und heutiges Exekutivmitglied bei der TCIFA.

## Spiele für die Nationalmannschaft
Sein Debüt für die Turks- und Caicosinseln gab Bryan am 24. Februar 1999 gegen die Bahamas im Zuge der Qualifikation zum CONCACAF Gold Cup 2000, gleichzeitig war es das erste offizielle Pflichtspiel überhaupt für die Turks- und Caicosinseln, Bahamas gewann mit 3:0.
Zwei Tage später erreichte man im zweiten Qualifikationsspiel ein 2:2-Unentschieden gegen die Amerikanischen Jungferninseln, Bryan erzielte beide Treffer. Damit ist Bryan der erste Torschütze in der Geschichte der Nationalmannschaft der Turks- und Caicosinseln in einem Pflichtspiel.
Am 18. März 2000 verlor Bryan mit seinem Land mit 0:8 gegen die Nationalmannschaft von St. Kitts und Nevis, bis heute die höchste Niederlage für die Turks- und Caicosinseln. Am 6. September 2006 bestritt Bryan gegen die Bahamas sein letztes Spiel, er war zu diesem Zeitpunkt 45 Jahre alt. Das Spiel verloren die Turks- und Caicosinseln mit 2:3.

## Engagement bei der TCIFA
Nach seinem Karriereende wurde Bryan zum Generalsekretär des nationalen Fußballverbandes auserkoren. Später wurde er Präsident.
Als Präsident setzte Bryan verstärkt auf die Förderung der Jugend. Im September 2008 rief er das TCIFA Youth Development Program ins Leben, ein Projekt, das junge Spieler unterstützen soll. Bryans konsequente Förderung der Jugend zeigte bereits früh seine Früchte: Im Zeitraum von 2007 und 2008 stieg die Anzahl der Jugendfußballer um ca. 50 % gegenüber dem vorigen Jahr an. Unter Bryans Amtszeit nahmen die Turks- und Caicosinseln auch erstmals bei einer U-17-Qualifikation für die Weltmeisterschaft teil.